# Gösta Möller
Sven Gösta Möller, född 15 juni 1887 i Karlskrona, död 23 september 1983 i Karlskrona, var en svensk militär (generalmajor) och friidrottare (kortdistanslöpning) som tävlade för klubben Karlskrona AIF.

## Biografi
Gösta Möller genomgick allmän kurs och stabskurs vid Kungliga Sjökrigshögskolan och utförde militära studier utomlands 1930. Möller blev underlöjtnant vid kustartilleriet 1910, löjtnant 1915, kapten 1923, major 1935, överstelöjtnant 1939, överste 1940 och generalmajor i amiralitetets reserv 1947. Han tjänstgjorde vid Positionsartilleriregementet (A 9) 1917–1918, i marinstaben 1921–1922, som kadettofficer vid Kungliga Sjökrigsskolan 1921–1923, adjutant hos chefen för kustartilleriet 1922–1931, samt repetitör och lärare vid Kungliga Svenska Segelsällskapet och Kungliga Sjökrigshögskolan 1924–1931. Möller var stabschef vid Vaxholms fästning 1935–1936, tjänstgjorde i chefen för kustartilleriets stab 1937–1938, var chef för Gotlands kustartilleriförsvar med Gotlands kustartillerikår (KA 3) 1938–1941, chef för Karlskrona kustartilleriregemente (KA 2) 1941–1943 och chef för Blekinge kustartilleriförsvar och befälhavare för Karlskrona försvarsområde 1943–1947.
Vid OS i Stockholm 1912 blev han utslagen i försöken på både 200 meter och 400 meter.
Möller var son till bankdirektören Carl Möller och Inga Bengtsson. Han gifte sig 1919 med Marit Hall och fick barnen Gunnar (född 1921), fänrik vid flottan, och Dagmar (född 1926).

## Utmärkelser
- Riddare av Svärdsorden, 1931[3]
- Kommendör av Svärdsorden, 15 november 1943
- Kommendör av första klass av Svärdsorden, 15 november 1946
- Riddare av Vasaorden, 1933
- Konung Christian X:s Frihetsmedalj, 1945
- Hedersledamot av Kungliga Örlogsmannasällskapet, 1947 (ledamot 1939)